# Stazione di Vernante
La stazione di Vernante è una stazione ferroviaria posta sulla ferrovia Cuneo-Ventimiglia al servizio dell'omonimo comune.

## Strutture ed impianti
La stazione dispone di due binari per il servizio passeggeri ed un tronchino per mezzi d'opera. Il primo viene utilizzato per le precedenze ed il secondo è di corsa della linea, essendo la Cuneo-Ventimiglia a singolo binario. Il tronchino non è elettrificato.